# Mysidium iliffei
Mysidium iliffei är en kräftdjursart som beskrevs av Mihai Bacescu 1991. Mysidium iliffei ingår i släktet Mysidium och familjen Mysidae. Inga underarter finns listade i Catalogue of Life.